# Hrobka Lichtenštejnů (Vranov)
Hrobka Lichtenštejnů, také Liechtensteinů ve Vranově u Brna se nachází v kryptě kostela Narození Panny Marie, který je součástí konventu paulánů „Aula Virginis“, jenž je chráněn jako kulturní památka. Kostel je významným mariánským poutním místem na Moravě. Rodinná hrobka Lichtenštejnů je jediným evropským pohřebištěm panovníků jednoho státu, které se nachází na území cizího státu. Celkem je zde pohřbeno všech 14 vládnoucích knížat z Lichtenštejna od Karla I. (1569–1627) po Františka I. (1853–1938) a dalších 48 členů jejich nejbližší rodiny.[zdroj?] Poslední 62. pohřeb se zde konal v roce 1992, kdy zde na vlastní žádost byla pohřbena princezna Marie Benedikta z Lichtenštejna, teta knížete Františka Josefa II., který byl pohřben roku 1989 ve Vaduzu.
V dubnu 2016 byla hrobka zvolena druhou nejlépe opravenou jihomoravskou památkou za rok 2015 v kategorii velkých staveb, a to za vítěznou opravou kostela Panny Marie Bolestné ve Sloupu u Blanska.

## Historie

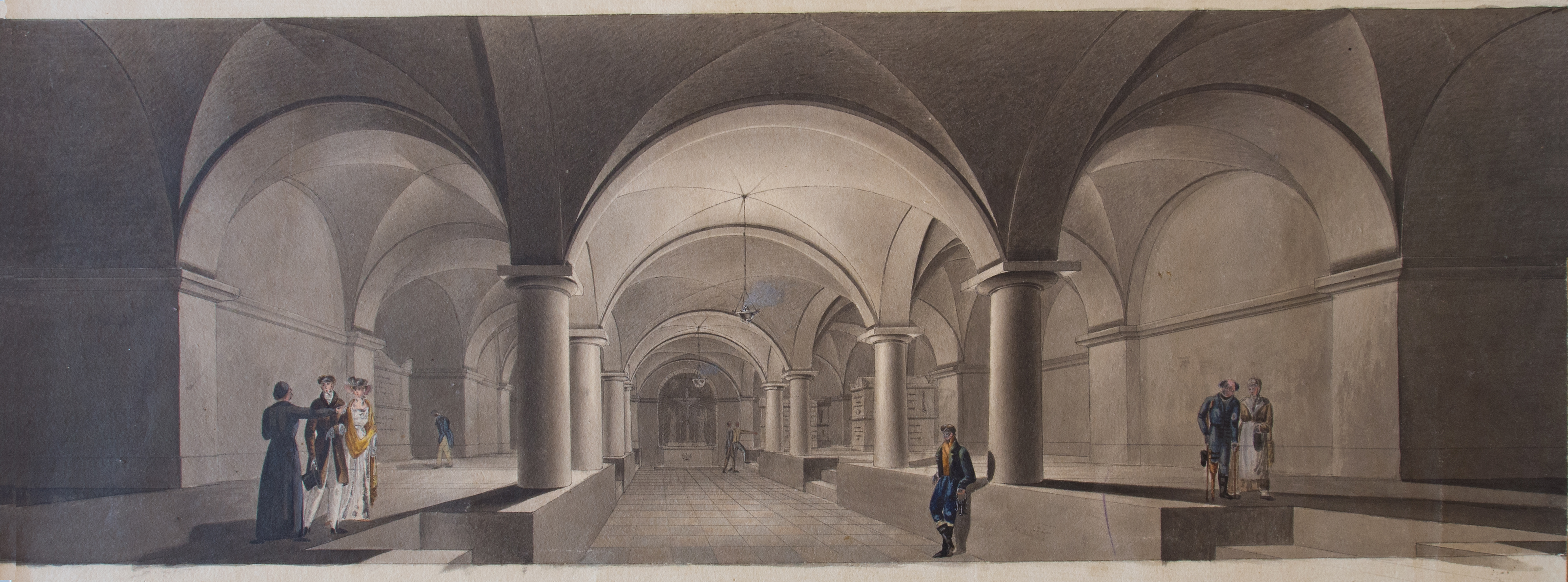
Interiér hrobky v první polovině 19. století

Jednolodní poutní chrám Narození Panny Marie ve Vranově u Brna založili roku 1617 majitel panství Pozořice Maxmilián z Lichtenštejna (1578–1643) a jeho manželka Kateřina Černohorská z Boskovic. Podnětem k této velkolepé stavbě byla řada zázračných uzdravení poutníků. Koncepci chrámu, který byl jednou z prvních barokních staveb na Moravě, vypracoval italský architekt Giovanni Maria Filippi. Stavbu provedl brněnský stavitel Ondřej Erna.
Již od počátku sloužila krypta chrámu jako hrobka Lichtenštejnů. Kromě zakladatelů chrámu zde byl pohřben i Maxmiliánův bratr Karel I. (1569–1627), první kníže z Lichtenštejna a vévoda opavský a krnovský. Původní krypta se brzy ukázala být nedostatečně velká. Při pohřbu zakladatele Lichtenštejnského knížectví, knížete Jana Adama I. (1657–1712) se navíc ukázalo, že do ní proniká voda. Nová část rodové hrobky byla postavena až v letech 1818–1821 za panování knížete a polního maršála Jana I. z Lichtenštejna (1760–1836), významného vojevůdce a diplomata doby napoleonských válek.
V roce 1945 byla hrobka rodu Lichtenštejnů zkonfiskována. Důmyslně konstruovaný a udržovaný systém větrání a izolace proti pronikání vody byl při poslední opravě poškozen nevhodným vybetonováním prostoru kolem kostela, s nedostatečnou izolací. Proto do hrobky pronikly voda a vlhký vzduch. Ta poškodila nejen stavební části hrobky, ale také katafalky a dřevěné rakve. Jeden z trámů vstupního portálu praskl a celá jeho konstrukce byla blízko zřícení.
Přestože hrobka v současné době není majetkem Lichtenštejnů, rozhodl se vládnoucí kníže Hans Adam II. ji na náklady své rodiny opravit, a to nákladem více než 54 milionů korun. Rekonstrukce proběhla v letech 2012–2015. Při ní bylo do sloupů hrobky zabudováno topení, které v ní udržuje potřebnou teplotu. Po dohodě s českými úřady hrobka není a nebude přístupná veřejnosti, a to s ohledem na ochranu této památky a jejího citlivého klimatu. Dne 4. listopadu 2015 se kníže Hans Adam II. s manželkou kněžnou Marií zúčastnil vysvěcení kaple v rodinné hrobce.
Poslední 62. pohřeb se zde konal v roce 1992, kdy zde na vlastní žádost byla pohřbena princezna Marie Benedikta z Lichtenštejna, teta knížete Františka Josefa II., který byl pohřben roku 1989 ve Vaduzu.  

## Popis
Autorem projektu hrobky byl knížecí stavební ředitel Josef František Engel. Dal prohloubit a přezdít základy celého barokního kostela, vybudoval důmyslné odvodnění a síť větracích kanálů. Novou kryptu spojil s původní, přičemž původní vstup byl zazděn. Nový vstup byl vybudován v západním části pod prostorem před vstupem do kostela Narození Panny Marie. Tvoří ho portál se sloupy dórského řádu, s mohutným tympanonem s knížecím znakem, který stráží dva sedící andělé se sklopenými uhasínajícími pochodněmi na znamení konce pozemské poutě člověka. Vstupní halu do hrobky zdobí po obou stranách dvojice andělů ochraňujících urny se srdci zemřelých. Před vstupním schodištěm stojí po obou stranách monumentální sousoší Loučení a Shledání. Autorem vysoce kvalitní sochařské výzdoby byl ředitel rytecké školy vídeňské akademie Josef Klieber, který patřil mezi nejvytíženější vídeňské sochaře období klasicismu a biedermeieru.
K vlastnímu vchodu do hrobní kaple vede 14 schodů, které jsou ukončeny dvoukřídlou mohutnou litinovou mříží. Za ní se nachází rozsáhlá trojlodní hrobní kaple, jejíž křížové klenby nesou čtyři dvojice dórských sloupů. V hlavní lodi jsou umístěny lavice, v jejím čele se nachází oltář s litinovou mříží, za kterou se nachází původní rodová hrobka. Vchod do ní je po levé straně oltáře. Obě boční lodě jsou vyvýšeny a jsou v nich umístěny zazděné sarkofágy a litinové nebo dřevěné rakve. Prostor hrobky bohatě osvětluje šestice oken, které vystupují nad povrch náměstí.
V roce 2015 došlo k ukončení prací na celkové památkové obnově hrobky včetně restaurování kamenné architektury portiku, kamenných skulptur, tvořících součást portiku i výzdobu předsíně, restaurování poškozených kovových i dřevěných rakví, dřevěných lavic, opravy litinových mříží uzavírajících předsíň, restaurování dekorační mříže oddělující zadní kryptu a dalších dílčích prací. Podstatnou součástí obnovy hrobky byla také rozsáhlá izolace krypty.

## Seznam pohřbených

### Chronologicky podle data úmrtí (výběr)
V tabulce jsou uvedeny základní informace o pohřbených. Fialově jsou vyznačeni příslušníci rodu Liechtensteinů, žlutě jsou vyznačeny manželky přivdané do rodiny nebo manželé liechtensteinských princezen. Červeně jsou vyznačena knížata. Přestože jsou předkové Liechtensteinů připomínáni už ve 12. století, zde jsou generace počítány až od Jindřicha I. z Liechtensteinu († 1265). U manželů a manželek z jiných rodů je generace v závorce a týká se generace choti nebo chotě. Děti jsou vypsány v poznámce u matky, avšak pokud byla matka pohřbena jinde, jsou děti uvedeny v poznámce u otce. Seznam po roce 1887 nemusí být úplný.
| Po-řadí                      | Gene-race          | Jméno pohřbeného                                              | Datum a místo narození                                         | Otec | Datum a místo sňatku, choť | Pohřeb a uložení do hrobky | Poznámky |
| Po-řadí                      | Gene-race          | Jméno pohřbeného                                              | Datum a místo úmrtí                                            | Matka | Datum a místo sňatku, choť | Pohřeb a uložení do hrobky | Poznámky |
| ---------------------------- | ------------------ | ------------------------------------------------------------- | -------------------------------------------------------------- | --- | --- | --- | --- |
| Před vybudováním nové hrobky |                    |                                                               |                                                                | | | | |
| 1.                           | (11.)              | Anna Marie Šemberová z Boskovic a Černé Hory                  | 1575 Vídeň                                                     | Jan Šembera z Boskovic kolem 1543 – 30. 4. 1597                                                                      | 1592: Karel I. z Liechtensteinu (č. 2) | Pohřbena v kostele Narození Panny Marie v Opavě, v roce 1641 její tělo převezeno do Vranova.                                                                                         | 1. kněžna z Liechtensteinu (1608–1625), vévodkyně opavská (1613–1625) a krnovská (1622–1625). Porodila 7 dětí, mezi nimi: - 1. Anna Marie Františka, provd. z Dietrichsteinu (1597–1640; pohřbena v Dietrichsteinské hrobce v Mikulově) - 2. Františka Barbora, provd. Tilly (1604–1655) - 3. Jindřich († mladý po roce 1612) - 4. Karel Eusebius (1611–1684; č. 11), 2. kníže |
| 1.                           | (11.)              | Anna Marie Šemberová z Boskovic a Černé Hory                  | 6. 6. 1625 Plumlov                                             | Anna Krajířová z Krajku                                                                                              | 1592: Karel I. z Liechtensteinu (č. 2) | Pohřbena v kostele Narození Panny Marie v Opavě, v roce 1641 její tělo převezeno do Vranova.                                                                                         | 1. kněžna z Liechtensteinu (1608–1625), vévodkyně opavská (1613–1625) a krnovská (1622–1625). Porodila 7 dětí, mezi nimi: - 1. Anna Marie Františka, provd. z Dietrichsteinu (1597–1640; pohřbena v Dietrichsteinské hrobce v Mikulově) - 2. Františka Barbora, provd. Tilly (1604–1655) - 3. Jindřich († mladý po roce 1612) - 4. Karel Eusebius (1611–1684; č. 11), 2. kníže |
| 2.                           | 11.                | Karel I. z Liechtensteinu                                     | 30. 7. 1569                                                    | Hartman II. z Liechtensteinu 6. 5. 1544 – 5. 10. 1585 Lednice                                                        | 1592: Anna Marie Šemberová z Boskovic a Černé Hory (č. 1)                                                                                 | Pohřben v cínové rakvi s nápisem. | 1. kníže z Liechtensteinu (20. 12. 1608), vladař domu liechtensteinského, vévoda opavský (28. 12. 1613) a krnovský (5. 3. 1622), tajný rada, rytíř Řádu zlatého rouna, místodržící Českého království. Konvertoval ke katolictví (1599). Zakladatel Karlovy linie. |
| 2.                           | 11.                | Karel I. z Liechtensteinu                                     | 12. 2. 1627 Praha                                              | Anna Marie z Ortenburgu 1547 – 16. 12. 1601                                                                          | 1592: Anna Marie Šemberová z Boskovic a Černé Hory (č. 1)                                                                                 | Pohřben v cínové rakvi s nápisem. | 1. kníže z Liechtensteinu (20. 12. 1608), vladař domu liechtensteinského, vévoda opavský (28. 12. 1613) a krnovský (5. 3. 1622), tajný rada, rytíř Řádu zlatého rouna, místodržící Českého království. Konvertoval ke katolictví (1599). Zakladatel Karlovy linie. |
| 3.                           | (11.)              | Kateřina Šemberová z Boskovic a Černé Hory                    |                                                                | Jan Šembera z Boskovic kolem 1543 – 30. 4. 1597                                                                      | 1597: Maxmilián z Liechtensteinu (č. 4)                                                                                                   | | Zdědila Nový hrad, Pozořice a Bučovice. Spoluzakladatelka kostela. Bezdětná. |
| 3.                           | (11.)              | Kateřina Šemberová z Boskovic a Černé Hory                    | 24. 1. 1637 Bučovice                                           | Anna Krajířová z Krajku                                                                                              | 1597: Maxmilián z Liechtensteinu (č. 4)                                                                                                   | | Zdědila Nový hrad, Pozořice a Bučovice. Spoluzakladatelka kostela. Bezdětná. |
| 4.                           | 11.                | Maxmilián z Liechtensteinu                                    | 1578                                                           | Hartman II. z Liechtensteinu 6. 5. 1544 – 5. 10. 1585 Lednice                                                        | 1597: Kateřina Šemberová z Boskovic a Černé Hory (č. 3)                                                                                   | Pohřben v paulánském rouchu. | Kníže z Liechtensteinu (1623). Polní maršál. Nechal přestavět kostel a při něm založil klášter paulánů. |
| 4.                           | 11.                | Maxmilián z Liechtensteinu                                    | 23. 4. 1643 Győr                                               | Anna Marie z Ortenburgu 1547 – 16. 12. 1601                                                                          | 1597: Kateřina Šemberová z Boskovic a Černé Hory (č. 3)                                                                                   | Pohřben v paulánském rouchu. | Kníže z Liechtensteinu (1623). Polní maršál. Nechal přestavět kostel a při něm založil klášter paulánů. |
| 5.                           | 13.                | František Dominik z Liechtensteinu (Karlova linie)            | 1. 11. 1652 Valtice                                            | Karel Eusebius z Liechtensteinu (č. 11)                                                                              | | Pochován v malé cínové rakvi se svým bratrem Karlem Josefem. | Dvojče. |
| 5.                           | 13.                | František Dominik z Liechtensteinu (Karlova linie)            | 6. 11. 1652 Valtice                                            | Johana Beatrix z Dietrichsteinu (č. 10)                                                                              | | Pochován v malé cínové rakvi se svým bratrem Karlem Josefem. | Dvojče. |
| 6.                           | 13.                | Karel Josef z Liechtensteinu (Karlova linie)                  | 1. 11. 1652 Valtice                                            | Karel Eusebius z Liechtensteinu (č. 11)                                                                              | | Pochován v malé cínové rakvi se svým bratrem Františkem Dominikem. | Dvojče. |
| 6.                           | 13.                | Karel Josef z Liechtensteinu (Karlova linie)                  | 8. 11. 1652 Valtice                                            | Johana Beatrix z Dietrichsteinu (č. 10)                                                                              | | Pochován v malé cínové rakvi se svým bratrem Františkem Dominikem. | Dvojče. |
| 7.                           | 13.                | Marie Anna z Liechtensteinu (Karlova linie)                   | 23. 5. 1648                                                    | Karel Eusebius z Liechtensteinu (č. 11)                                                                              | | | Zemřela na neštovice. |
| 7.                           | 13.                | Marie Anna z Liechtensteinu (Karlova linie)                   | 14. 3. 1654 Vídeň                                              | Johana Beatrix z Dietrichsteinu (č. 10)                                                                              | | | Zemřela na neštovice. |
| 8.                           | 13.                | František Eusebius Václav z Liechtensteinu (Karlova linie)    | 30. 5. 1654                                                    | Karel Eusebius z Liechtensteinu (č. 11)                                                                              | | Pohřben v cínové rakvi. | |
| 8.                           | 13.                | František Eusebius Václav z Liechtensteinu (Karlova linie)    | 25. 6. 1655                                                    | Johana Beatrix z Dietrichsteinu (č. 10)                                                                              | | Pohřben v cínové rakvi. | |
| 9.                           | 13.                | Cecílie z Liechtensteinu (Karlova linie)                      | 6. 8. 1655                                                     | Karel Eusebius z Liechtensteinu (č. 11)                                                                              | | | |
| 9.                           | 13.                | Cecílie z Liechtensteinu (Karlova linie)                      | 24. 11. 1655                                                   | Johana Beatrix z Dietrichsteinu (č. 10)                                                                              | | | |
| 10.                          | (12.)              | Johana Beatrix z Dietrichsteinu                               | asi 1625                                                       | Maxmilián z Dietrichsteinu 27. 6. 1596 Mikulov – 6. 11. 1655 Mikulov                                                 | 4. 8. 1644: Karel Eusebius z Liechtensteinu (č. 11)                                                                                       | | 2. kněžna z Liechtensteinu (1644–1676). Narodilo se jí devět dětí: - 1. Eleonora Marie, provd. z Eggenbergu (1647–1704) - 2. Marie Anna (1648–1654; č. 7) - 3. Marie Tereza, provd. Leslieová, poté z Wagensörg-Sonnegu (1649–1716) - 4. Johana Beatrix, provd. z Liechtensteinu (1650–1672) - 5. František Dominik (*/† 1652; č. 5) - 6. Karel Josef (*/† 1652; č. 6) - 7. František Eusebius (1654–1655; č. 8) - 8. Cecílie (*/† 1655) - 9. Jan Adam I. Ondřej (1656/1662–1712; č. 13), 3. kníže |
| 10.                          | (12.)              | Johana Beatrix z Dietrichsteinu                               | 26. 3. 1676                                                    | Anna Maria z Liechtensteinu 7. 12. 1597 – 26. 4. 1640                                                                | 4. 8. 1644: Karel Eusebius z Liechtensteinu (č. 11)                                                                                       | | 2. kněžna z Liechtensteinu (1644–1676). Narodilo se jí devět dětí: - 1. Eleonora Marie, provd. z Eggenbergu (1647–1704) - 2. Marie Anna (1648–1654; č. 7) - 3. Marie Tereza, provd. Leslieová, poté z Wagensörg-Sonnegu (1649–1716) - 4. Johana Beatrix, provd. z Liechtensteinu (1650–1672) - 5. František Dominik (*/† 1652; č. 5) - 6. Karel Josef (*/† 1652; č. 6) - 7. František Eusebius (1654–1655; č. 8) - 8. Cecílie (*/† 1655) - 9. Jan Adam I. Ondřej (1656/1662–1712; č. 13), 3. kníže |
| 11.                          | 12.                | Karel Eusebius z Liechtensteinu (Karlova linie)               | 12. 9. 1611                                                    | Karel I. z Liechtensteinu (č. 2)                                                                                     | 4. 8. 1644: Johana Beatrix z Dietrichsteinu (č. 10)                                                                                       | Ostatky převezeny na Vranov v roce 1699. | 2. kníže z Liechtensteinu (1627–1684), vladař domu liechtensteinského, vévoda opavský a krnovský, pán na Valticích, v Paumgartenu, Lednici, Plumlově, Prostějově, Úsově, Černé Hoře ad. |
| 11.                          | 12.                | Karel Eusebius z Liechtensteinu (Karlova linie)               | 5. 4. 1684 Kostelec nad Černými lesy                           | Anna Marie Šemberová z Boskovic a Černé Hory (č. 1)                                                                  | 4. 8. 1644: Johana Beatrix z Dietrichsteinu (č. 10)                                                                                       | Ostatky převezeny na Vranov v roce 1699. | 2. kníže z Liechtensteinu (1627–1684), vladař domu liechtensteinského, vévoda opavský a krnovský, pán na Valticích, v Paumgartenu, Lednici, Plumlově, Prostějově, Úsově, Černé Hoře ad. |
| 12.                          | 14.                | František Antonín z Liechtensteinu (Karlova linie)            | 1. 9. 1689                                                     | Jan Adam I. z Liechtensteinu (č. 13)                                                                                 | | | Onemocněl v Bučovicích, zemřel v hostinci cestou do Vídně. |
| 12.                          | 14.                | František Antonín z Liechtensteinu (Karlova linie)            | 19. 3. 1711 Volkersdorf                                        | Erdmunda Tereza z Dietrichsteinu (č. 18)                                                                             | | | Onemocněl v Bučovicích, zemřel v hostinci cestou do Vídně. |
| 13.                          | 13.                | Jan Adam I. z Liechtensteinu (Karlova linie)                  | 30. 11. 1656 nebo 16. 8. 1662 Brno                             | Karel Eusebius z Liechtensteinu (č. 11)                                                                              | 16. 2. 1681 Vídeň: Erdmunda Tereza z Dietrichsteinu (č. 18)                                                                               | | 3. kníže z Liechtensteinu (1684–1712), vladař domu liechtensteinského, vévoda opavský a krnovský, skutečný tajný rada, rytíř Řádu zlatého rouna. Koupil Šternberk, Karlsberg a Hodonín, dále Čechy (1707) a Červený Hrádek. Koupil také říšské panství Schellenberg (1699) a Vaduz (1712). Založil obrazárnu ve Vídni. Nechal postavil Liechteinsteinský palác ve Vídni-Rossau. Poslední mužský člen karlovské větve. |
| 13.                          | 13.                | Jan Adam I. z Liechtensteinu (Karlova linie)                  | 16. 6. 1712 Vídeň                                              | Johana Beatrix z Dietrichsteinu (č. 10)                                                                              | 16. 2. 1681 Vídeň: Erdmunda Tereza z Dietrichsteinu (č. 18)                                                                               | | 3. kníže z Liechtensteinu (1684–1712), vladař domu liechtensteinského, vévoda opavský a krnovský, skutečný tajný rada, rytíř Řádu zlatého rouna. Koupil Šternberk, Karlsberg a Hodonín, dále Čechy (1707) a Červený Hrádek. Koupil také říšské panství Schellenberg (1699) a Vaduz (1712). Založil obrazárnu ve Vídni. Nechal postavil Liechteinsteinský palác ve Vídni-Rossau. Poslední mužský člen karlovské větve. |
| 14.                          | 13.                | Antonín Florián z Liechtensteinu (Gundakarova linie)          | 28. 5.1656 zámek Wilfersdorf                                   | Hartman III. z Liechtensteinu 9. 2. 1613 Vídeň – 11. 2. 1686 Wilfersdorf                                             | 15. 10. 1679 Graupen: Eleonora Barbora z Thun-Hohensteinu 4. 5. 1661 – 10. 2. 1723 Vídeň                                                  | | 5. kníže z Liechtensteinu (1718–1721), vladař domu liechtensteinského, vévoda opavský a krnovský, hrabě z Rietbergu, rytíř Řádu zlatého rouna, španělský grand I. třídy, skutečný tajný rada, nejvyšší císařský hofmistr (1711–1721). V roce 1711 zdědil Moravský Krumlov po strýci Maxmiliánovi a v roce 1712 většinu statků po knížeti Janu Adamovi z Karlovy linie. V roce 1681 koupil panství Rumburk, ale se synovcem Josefem Václavem (č. 21) ho směnil v roce 1718 za panství Schellenberg a Vaduz. V roce 1719 bylo panství Vaduz a Schellenberg povýšeno na říšské knížectví Lichtenštejnsko a stalo se 343 státem Svaté říše římské. Císař Karel VI. přenesl název titulárního knížectví, které vzniklo v roce 1633 pro lichtenštejnskou sekundogenituru a tvořilo ho Moravský Krumlov a Uherský Ostroh, na svrchované říšské území. Manželka byla pohřbena v paulánském kostele ve Wiedenu (od roku 1850 součást Vídně). Narodily se mu následující děti: - 1. František Agustin (1680–1681) - 2. Eleonora (1681–1682) - 3. Antonie Marie, provd. z Lambergu a podruhé z Kuefsteinu (1683–1715) - 4. Karel Josef (*/† 1685) - 5. Antonín Ignác (1689–1690) - 6. Josef I. Jan Adam (1690–1732; č. 17) - 7. Inocent František (1693–1707) - 8. Marie Karolína, provd. ze Salm-Reifferscheidtu (1694–1735) - 9. Karel Josef (1697–1704) - 10. Anna Marie, provd. z Thun-Hohensteinu a podruhé z Liechtensteinu (1699–1753) - 11. Marie Eleonora, provd. z Harrach-Rohrau (1703–1757) |
| 14.                          | 13.                | Antonín Florián z Liechtensteinu (Gundakarova linie)          | 11. 10. 1721 Vídeň                                             | Zdeňka Alžběta ze Salm-Reifferscheidtu 6. 9. 1623 – 23. 9. 1688 Vídeň                                                | 15. 10. 1679 Graupen: Eleonora Barbora z Thun-Hohensteinu 4. 5. 1661 – 10. 2. 1723 Vídeň                                                  | | 5. kníže z Liechtensteinu (1718–1721), vladař domu liechtensteinského, vévoda opavský a krnovský, hrabě z Rietbergu, rytíř Řádu zlatého rouna, španělský grand I. třídy, skutečný tajný rada, nejvyšší císařský hofmistr (1711–1721). V roce 1711 zdědil Moravský Krumlov po strýci Maxmiliánovi a v roce 1712 většinu statků po knížeti Janu Adamovi z Karlovy linie. V roce 1681 koupil panství Rumburk, ale se synovcem Josefem Václavem (č. 21) ho směnil v roce 1718 za panství Schellenberg a Vaduz. V roce 1719 bylo panství Vaduz a Schellenberg povýšeno na říšské knížectví Lichtenštejnsko a stalo se 343 státem Svaté říše římské. Císař Karel VI. přenesl název titulárního knížectví, které vzniklo v roce 1633 pro lichtenštejnskou sekundogenituru a tvořilo ho Moravský Krumlov a Uherský Ostroh, na svrchované říšské území. Manželka byla pohřbena v paulánském kostele ve Wiedenu (od roku 1850 součást Vídně). Narodily se mu následující děti: - 1. František Agustin (1680–1681) - 2. Eleonora (1681–1682) - 3. Antonie Marie, provd. z Lambergu a podruhé z Kuefsteinu (1683–1715) - 4. Karel Josef (*/† 1685) - 5. Antonín Ignác (1689–1690) - 6. Josef I. Jan Adam (1690–1732; č. 17) - 7. Inocent František (1693–1707) - 8. Marie Karolína, provd. ze Salm-Reifferscheidtu (1694–1735) - 9. Karel Josef (1697–1704) - 10. Anna Marie, provd. z Thun-Hohensteinu a podruhé z Liechtensteinu (1699–1753) - 11. Marie Eleonora, provd. z Harrach-Rohrau (1703–1757) |
| 15.                          | 14.                | Jan Antonín z Liechtensteinu (Gundakarova linie)              | 1699                                                           | Filip Erasmus z Liechtensteinu 1664 – 1704 Castelnuovo (padl)                                                        | | Původně pohřben v Miláně, zde uloženo 30. 6. 1725 pouze jeho srdce. Tělesné ostatky byly převezeny z Vévodské kaple hradu Sforzů v Miláně do Vranova a v hrobce uloženy 6. 10. 1897. | Rytíř Maltézského řádu. |
| 15.                          | 14.                | Jan Antonín z Liechtensteinu (Gundakarova linie)              | 24. 3. 1724 Milán                                              | Kristýna Terezie z Löwenstein-Wertheim-Rochefortu 1665–1730                                                          | | Původně pohřben v Miláně, zde uloženo 30. 6. 1725 pouze jeho srdce. Tělesné ostatky byly převezeny z Vévodské kaple hradu Sforzů v Miláně do Vranova a v hrobce uloženy 6. 10. 1897. | Rytíř Maltézského řádu. |
| 16.                          |                    | Marie Anna Kateřina z Oettingen-Spielbergu                    | 21. 9. 1693 Vídeň                                              | František Albrecht z Oettingen-Spielbergu 10. 11. 1663 Oettingen – 3. 2. 1737 Oettingen                              | 3. 8. 1716 Vídeň: Josef I. Jan Adam z Liechtensteinu (č. 17)                                                                              | Pochována v dřevěné rakvi. Její srdce bylo uloženo zvlášť ve stříbrné nádobě s nápisem.                                                                                              | 5. kněžna z Liechtensteinu (1721–1729). Zemřela ve věku 35 let na neštovice. Narodily se jí následující děti: - 1. Josef Antonín (1720–1723) - 2. Jan Nepomuk Karel (1724–1748; č. 19) - 3. Marie Terezie, provd. ze Schwarzenbergu (1721–1753; pohřbena ve Schwarzenberské hrobce ve Vídni) |
| 16.                          | 15. 4. 1729 Hlohov | Marie Anna Kateřina z Oettingen-Spielbergu                    | Johana Markéta ze Schwendi 27. 6. 1672 – 25. 4. 1727 Oettingen | | 3. 8. 1716 Vídeň: Josef I. Jan Adam z Liechtensteinu (č. 17)                                                                              | Pochována v dřevěné rakvi. Její srdce bylo uloženo zvlášť ve stříbrné nádobě s nápisem.                                                                                              | 5. kněžna z Liechtensteinu (1721–1729). Zemřela ve věku 35 let na neštovice. Narodily se jí následující děti: - 1. Josef Antonín (1720–1723) - 2. Jan Nepomuk Karel (1724–1748; č. 19) - 3. Marie Terezie, provd. ze Schwarzenbergu (1721–1753; pohřbena ve Schwarzenberské hrobce ve Vídni) |
| 17.                          | 14.                | Josef I. Jan Adam z Liechtensteinu (Gundakarova linie)        | 25.[zdroj?] nebo 27. 5. 1690 Vídeň                             | Antonín Florián z Liechtensteinu (č. 14)                                                                             | I. 1. 12. 1712 Gabriela z Liechtensteinu (Karlova linie) 12. 7. 1692 Vídeň – 7. 11. 1713 Brno                                             | | 6. kníže z Liechtensteinu (1721–1732), vladař domu liechtensteinského, vévoda opavský a krnovský, hrabě z Rietbergu, rytíř Řádu zlatého rouna (1721), španělský grand I. třídy, skutečný císařský komorník a tajný rada. V roce 1723 byl přijat do říšské knížecí rady a na knížecí lavici Švábského kraje. Zároveň byl říšský knížecí titul rozšířen na všechny členy rodiny. Zemřel na mrtvici. Jeho první manželka zdědila Úsov, Šternberk a Karlsberk. Druhá manželka zemřela tři týdny po svatbě. V prvním manželství se narodil syn: - 1. Karel Antonín (1713–1715) Druhé a čtvrté manželství bylo bezdětné. Čtvrtá manželka byla pohřbena v kostele Navštívení Panny Marie ve (Vídni-)Mariabrunnu. |
| 17.                          | 14.                | Josef I. Jan Adam z Liechtensteinu (Gundakarova linie)        | 25.[zdroj?] nebo 27. 5. 1690 Vídeň                             | Antonín Florián z Liechtensteinu (č. 14)                                                                             | II. 3. 2. 1716 Hofburg: Marie Anna z Thun-Hohensteinu 27. 9. 1698 – 23. 2. 1716 Vídeň                                                     | | 6. kníže z Liechtensteinu (1721–1732), vladař domu liechtensteinského, vévoda opavský a krnovský, hrabě z Rietbergu, rytíř Řádu zlatého rouna (1721), španělský grand I. třídy, skutečný císařský komorník a tajný rada. V roce 1723 byl přijat do říšské knížecí rady a na knížecí lavici Švábského kraje. Zároveň byl říšský knížecí titul rozšířen na všechny členy rodiny. Zemřel na mrtvici. Jeho první manželka zdědila Úsov, Šternberk a Karlsberk. Druhá manželka zemřela tři týdny po svatbě. V prvním manželství se narodil syn: - 1. Karel Antonín (1713–1715) Druhé a čtvrté manželství bylo bezdětné. Čtvrtá manželka byla pohřbena v kostele Navštívení Panny Marie ve (Vídni-)Mariabrunnu. |
| 17.                          | 14.                | Josef I. Jan Adam z Liechtensteinu (Gundakarova linie)        | 17. 12 1732 Valtice                                            | Eleonora Barbora z Thun-Hohensteinu 4. 5. 1661 – 10. 2. 1723 Vídeň                                                   | III. 3. 8. 1716 Vídeň: Marie Anna Kateřina z Oettingen-Spielbergu (č. 16)                                                                 | | 6. kníže z Liechtensteinu (1721–1732), vladař domu liechtensteinského, vévoda opavský a krnovský, hrabě z Rietbergu, rytíř Řádu zlatého rouna (1721), španělský grand I. třídy, skutečný císařský komorník a tajný rada. V roce 1723 byl přijat do říšské knížecí rady a na knížecí lavici Švábského kraje. Zároveň byl říšský knížecí titul rozšířen na všechny členy rodiny. Zemřel na mrtvici. Jeho první manželka zdědila Úsov, Šternberk a Karlsberk. Druhá manželka zemřela tři týdny po svatbě. V prvním manželství se narodil syn: - 1. Karel Antonín (1713–1715) Druhé a čtvrté manželství bylo bezdětné. Čtvrtá manželka byla pohřbena v kostele Navštívení Panny Marie ve (Vídni-)Mariabrunnu. |
| 17.                          | 14.                | Josef I. Jan Adam z Liechtensteinu (Gundakarova linie)        | 17. 12 1732 Valtice                                            | Eleonora Barbora z Thun-Hohensteinu 4. 5. 1661 – 10. 2. 1723 Vídeň                                                   | IV. 22. 8. 1729: Marie Anna Kottulinská 12. 5. 1707 – 6. 2. 1788                                                                          | | 6. kníže z Liechtensteinu (1721–1732), vladař domu liechtensteinského, vévoda opavský a krnovský, hrabě z Rietbergu, rytíř Řádu zlatého rouna (1721), španělský grand I. třídy, skutečný císařský komorník a tajný rada. V roce 1723 byl přijat do říšské knížecí rady a na knížecí lavici Švábského kraje. Zároveň byl říšský knížecí titul rozšířen na všechny členy rodiny. Zemřel na mrtvici. Jeho první manželka zdědila Úsov, Šternberk a Karlsberk. Druhá manželka zemřela tři týdny po svatbě. V prvním manželství se narodil syn: - 1. Karel Antonín (1713–1715) Druhé a čtvrté manželství bylo bezdětné. Čtvrtá manželka byla pohřbena v kostele Navštívení Panny Marie ve (Vídni-)Mariabrunnu. |
| 18.                          | 13.                | Erdmunda Tereza z Dietrichsteinu                              | 17. 4. 1662                                                    | Ferdinand Josef z Dietrichsteinu 25. 9. 1636 Vídeň – 28. 11. 1698 Vídeň                                              | 16. 2. 1681 Vídeň: Jan Adam I. z Liechtensteinu (č. 13)                                                                                   | Do Vranova převezena 20. 3. 1737 a v hrobce pohřbena 21. 3. | 3. kněžna z Liechtensteinu (1684–1712), dvorní dáma a komornice císařovny Eleonory Magdaleny Falcko-Neuburské. Narodily se jí následující děti (dvě chybí): - 1. syn (*/† 1682) - 2. Marie Alžběta, provd. z Liechtensteinu a podruhé Šlesvicko-Holštýnsko-Sonderbursko-Wiesenburská (1683–1744) - 3. Karel Josef (1684–1704) - 4. Marie Antonie, provd. Czobor de Czoborszentmihály a podruhé Hrzánová z Harrasova (1687–1750) - 5. Marie Anna (1688 – zemřela mláda) - 6. František Dominik (1689–1711; č. 12) - 7. Marie Gabriela, provd. z Liechtensteinu (1692–1713) - 8. Marie Terezie, provd. Savojsko-Carignanská (1694–1772; pohřbena v Savojské kapli (kapli prince Evžena) v katedrále sv. Štěpána ve Vídni) - 9. Marie Markéta Anna (1697–1702) - 10. Marie Dominika, provd. z Auerspergu (1698–1724) - 11. Jan Křtitel (*/† 1700) |
| 18.                          | 13.                | Erdmunda Tereza z Dietrichsteinu                              | 15. 3. 1737 Vídeň                                              | Marie Alžběta z Eggenbergu 26. 9. 1640 Štýrský Hradec – 19. 5. 1715 Vídeň                                            | 16. 2. 1681 Vídeň: Jan Adam I. z Liechtensteinu (č. 13)                                                                                   | Do Vranova převezena 20. 3. 1737 a v hrobce pohřbena 21. 3. | 3. kněžna z Liechtensteinu (1684–1712), dvorní dáma a komornice císařovny Eleonory Magdaleny Falcko-Neuburské. Narodily se jí následující děti (dvě chybí): - 1. syn (*/† 1682) - 2. Marie Alžběta, provd. z Liechtensteinu a podruhé Šlesvicko-Holštýnsko-Sonderbursko-Wiesenburská (1683–1744) - 3. Karel Josef (1684–1704) - 4. Marie Antonie, provd. Czobor de Czoborszentmihály a podruhé Hrzánová z Harrasova (1687–1750) - 5. Marie Anna (1688 – zemřela mláda) - 6. František Dominik (1689–1711; č. 12) - 7. Marie Gabriela, provd. z Liechtensteinu (1692–1713) - 8. Marie Terezie, provd. Savojsko-Carignanská (1694–1772; pohřbena v Savojské kapli (kapli prince Evžena) v katedrále sv. Štěpána ve Vídni) - 9. Marie Markéta Anna (1697–1702) - 10. Marie Dominika, provd. z Auerspergu (1698–1724) - 11. Jan Křtitel (*/† 1700) |
| 19.                          | 15.                | Jan Nepomuk Karel z Liechtensteinu (Gundakarova linie)        | 6. 7. 1724                                                     | Josef I. Jan Adam z Liechtensteinu (č. 17)                                                                           | 19. 3. 1744: Marie Josefa z Harrachu 20. 11. 1727 Vídeň – 15. 2. 1788 Roudnice nad Labem                                                  | Pochován 24. 12. 1748 ve vranovské kryptě. | 7. kníže z Liechtensteinu (1732–1748; v letech 1732–1745 za něho vládl jako regent Josef Václav z Liechtensteinu), vladař domu liechtensteinského, vévoda opavský a krnovský, španělský grand I. třídy, královský komorník Marie Terezie. Jako devítiletý získal všechny majoráty Liechtensteinů. Zemřel ve věku 24 let. Narodily se mu následující děti: - 1. Marie Anna (1745–1752) - 2. Josef Jan (*/† 1747) - 3. Marie Antonie, provd. z Paaru (pohrobek; 1749–1813) Manželka byla pohřbena v Lobkowiczké hrobce v Roudnici nad Labem. |
| 19.                          | 15.                | Jan Nepomuk Karel z Liechtensteinu (Gundakarova linie)        | 22. 12. 1748 Vyškov                                            | Marie Anna Kateřina z Oettingen-Spielbergu (č. 16)                                                                   | 19. 3. 1744: Marie Josefa z Harrachu 20. 11. 1727 Vídeň – 15. 2. 1788 Roudnice nad Labem                                                  | Pochován 24. 12. 1748 ve vranovské kryptě. | 7. kníže z Liechtensteinu (1732–1748; v letech 1732–1745 za něho vládl jako regent Josef Václav z Liechtensteinu), vladař domu liechtensteinského, vévoda opavský a krnovský, španělský grand I. třídy, královský komorník Marie Terezie. Jako devítiletý získal všechny majoráty Liechtensteinů. Zemřel ve věku 24 let. Narodily se mu následující děti: - 1. Marie Anna (1745–1752) - 2. Josef Jan (*/† 1747) - 3. Marie Antonie, provd. z Paaru (pohrobek; 1749–1813) Manželka byla pohřbena v Lobkowiczké hrobce v Roudnici nad Labem. |
| 20.                          | 14.                | Emanuel z Liechtensteinu (Gundakarova linie)                  | 3. 2. 1700 Vídeň                                               | Filip Erasmus z Liechtensteinu 11. 9. 1664 Wilfersdorf – 13. 1. 1704 Castelnuovo-Bormida, padl                       | 14. 1. 1726 Vídeň: Marie Antonie z Dietrichsteinu 10. 9. 1706 – 7. 6. 1777 Vídeň                                                          | Pohřben v ořechové rakvi s nápisem na cínové cedulce. | Císařský komorník a tajný rada, nejvyšší hofmistr ovdovělé císařovny Amálie Vilemíny (1735–1742), rytíř Řádu zlatého rouna (1749), majitel panství Moravský Krumlov. Narodilo se mu 13 dětí: - 1. František Josef I. (1726–1781; č. 22), zakladatel primogenitury - 2. Karel Boromej Josef (1730–1789), zakladatel sekundogenitury – karlovské linie - 3. Filip Josef František (1731–1757) - 4. Emanuel Josef Bartoloměj (1732–1738) - 5. Jan Josef Simplicius (1734–1781; pohřben v paulánském kostele ve (Vídni-)Wiedenu) - 6. Antonín Josef Jan (1735–1737) - 7. Josef Václav Ladislav (1736–1739) - 8. Marie Amálie Zuzana, provd. Khevenhüller-Metsch (1737–1787) - 9. Marie Anna Terezie, provd. z Waldstein-Wartenbergu (1738–1814) - 10. Františka Xaverie Marie, provd. de Ligne (1739–1821) - 11. Marie Kristina Anna, provd. Kinská (1741–1819; pohřbena v hrobce Kinských v Mlékosrbech) - 12. Marie Terezie Anna, provd. Pálffyová (1741–1766) - 13. Leopold Josef (1743–1771) |
| 20.                          | 14.                | Emanuel z Liechtensteinu (Gundakarova linie)                  | 15. 1. 1771 Vídeň                                              | Kristýna Terezie z Löwenstein-Wertheimu-Rochefortu 12. 10. 1665 Wertheim – 4. 4. 1730 Rumburk                        | 14. 1. 1726 Vídeň: Marie Antonie z Dietrichsteinu 10. 9. 1706 – 7. 6. 1777 Vídeň                                                          | Pohřben v ořechové rakvi s nápisem na cínové cedulce. | Císařský komorník a tajný rada, nejvyšší hofmistr ovdovělé císařovny Amálie Vilemíny (1735–1742), rytíř Řádu zlatého rouna (1749), majitel panství Moravský Krumlov. Narodilo se mu 13 dětí: - 1. František Josef I. (1726–1781; č. 22), zakladatel primogenitury - 2. Karel Boromej Josef (1730–1789), zakladatel sekundogenitury – karlovské linie - 3. Filip Josef František (1731–1757) - 4. Emanuel Josef Bartoloměj (1732–1738) - 5. Jan Josef Simplicius (1734–1781; pohřben v paulánském kostele ve (Vídni-)Wiedenu) - 6. Antonín Josef Jan (1735–1737) - 7. Josef Václav Ladislav (1736–1739) - 8. Marie Amálie Zuzana, provd. Khevenhüller-Metsch (1737–1787) - 9. Marie Anna Terezie, provd. z Waldstein-Wartenbergu (1738–1814) - 10. Františka Xaverie Marie, provd. de Ligne (1739–1821) - 11. Marie Kristina Anna, provd. Kinská (1741–1819; pohřbena v hrobce Kinských v Mlékosrbech) - 12. Marie Terezie Anna, provd. Pálffyová (1741–1766) - 13. Leopold Josef (1743–1771) |
| 21.                          | 14.                | Josef Václav I. Vavřinec z Liechtensteinu (Gundakarova linie) | 9. 8. 1696 Praha                                               | Filip Erasmus z Liechtensteinu 11. 9. 1664 Wilfersdorf – 13. 1. 1704 Castelnuovo-Bormida, padl                       | 9. nebo 19. 4. 1718: Anna Marie z Liechtensteinu 11. 9. 1699 Vídeň – 20. 1. 1753 Vídeň                                                    | | 4. kníže z Liechtensteinu (1712–1718 a znovu 1748–1772; v letech 1732–1745 vládl jako regent za nedospělého Jana Nepomuka Karla z Liechtensteinu), vladař domu liechtensteinského, vévoda opavský a krnovský, hrabě z Rietbergu, rytíř Řádu zlatého rouna (1721), držitel velkokříže uherského Řádu sv. Štěpána, španělský grand I. třídy, skutečný císařský komorník a tajný rada, polní maršál, majitel dělostřeleckého pluku a pluku dragounů. V roce 1718 vyměnil hornorýnská panství Schellenberg a Vaduz se svým strýcem Antonínem Floriánem (č. 14) za výnosnější severočeské panství Rumburk. Narodilo se mu pět dětí: - 1. Filip Antonín (1719–1723) - 2. Filip Antonín (1720–1723) - 3. Filip Arnošt (1722–1723) - 4. Marie Alžběta (*/† 1724) - 5. Marie Alexandra (*/† 1727) Manželka byla pohřbena v paulánském kostele ve Wiedenu (od roku 1850 součást Vídně). |
| 21.                          | 14.                | Josef Václav I. Vavřinec z Liechtensteinu (Gundakarova linie) | 10. 2. 1772 Vídeň                                              | Kristýna Terezie z Löwenstein-Wertheimu-Rochefortu 12. 10. 1665 Wertheim – 4. 4. 1730 Rumburk                        | 9. nebo 19. 4. 1718: Anna Marie z Liechtensteinu 11. 9. 1699 Vídeň – 20. 1. 1753 Vídeň                                                    | | 4. kníže z Liechtensteinu (1712–1718 a znovu 1748–1772; v letech 1732–1745 vládl jako regent za nedospělého Jana Nepomuka Karla z Liechtensteinu), vladař domu liechtensteinského, vévoda opavský a krnovský, hrabě z Rietbergu, rytíř Řádu zlatého rouna (1721), držitel velkokříže uherského Řádu sv. Štěpána, španělský grand I. třídy, skutečný císařský komorník a tajný rada, polní maršál, majitel dělostřeleckého pluku a pluku dragounů. V roce 1718 vyměnil hornorýnská panství Schellenberg a Vaduz se svým strýcem Antonínem Floriánem (č. 14) za výnosnější severočeské panství Rumburk. Narodilo se mu pět dětí: - 1. Filip Antonín (1719–1723) - 2. Filip Antonín (1720–1723) - 3. Filip Arnošt (1722–1723) - 4. Marie Alžběta (*/† 1724) - 5. Marie Alexandra (*/† 1727) Manželka byla pohřbena v paulánském kostele ve Wiedenu (od roku 1850 součást Vídně). |
| 22.                          | 15.                | František Josef I. z Liechtensteinu                           | 19. 11. 1726 Milán                                             | Emanuel z Liechtensteinu (č. 20)                                                                                     | 6. 7. 1750 Valtice: Marie Leopoldina ze Sternbergu 11. 12. 1733 Vídeň – 27. 6. 1809 Valtice                                               | | 8. kníže z Liechtensteinu (1772–1781), vladař domu liechtensteinského, vévoda opavský a krnovský, hrabě z Rietbergu, rytíř Řádu zlatého rouna (1771), skutečný císařský komorník a tajný rada. Narodily se mu následující děti: - 1. Josef František (1752–1754) - 2. Marie Leopoldina Adelgunda, provd. Hesensko-Rotenburská (1754–1823) - 3. Marie Antonie (1756–1821) - 4. František de Paula Josef (1758–1760) - 5. Alois I. Josef (1759–1805; č. 24) - 6. Jan I. Josef (1760–1836; č. 28) - 7. Filip Josef Alois (1762–1802; č. 23) - 8. Marie Josefa Hermengilda, provd. Esterházyová (1768–1845) Manželka byla pohřbena ve farním kostele sv. Ondřeje v Hütteldorfu (od roku 1891 součást Vídně). Františkův bratr Karel I. Boromej Josef z Liechtensteinu (1730–1789) byl zakladatelem sekundogenitury – karlovské linie na Moravském Krumlově, která vymřela v roce 1908. |
| 22.                          | 15.                | František Josef I. z Liechtensteinu                           | 18. 8. 1781 Mety                                               | Marie Antonie z Dietrichsteinu 10. 9. 1706 – 7. 6. 1777 Vídeň                                                        | 6. 7. 1750 Valtice: Marie Leopoldina ze Sternbergu 11. 12. 1733 Vídeň – 27. 6. 1809 Valtice                                               | | 8. kníže z Liechtensteinu (1772–1781), vladař domu liechtensteinského, vévoda opavský a krnovský, hrabě z Rietbergu, rytíř Řádu zlatého rouna (1771), skutečný císařský komorník a tajný rada. Narodily se mu následující děti: - 1. Josef František (1752–1754) - 2. Marie Leopoldina Adelgunda, provd. Hesensko-Rotenburská (1754–1823) - 3. Marie Antonie (1756–1821) - 4. František de Paula Josef (1758–1760) - 5. Alois I. Josef (1759–1805; č. 24) - 6. Jan I. Josef (1760–1836; č. 28) - 7. Filip Josef Alois (1762–1802; č. 23) - 8. Marie Josefa Hermengilda, provd. Esterházyová (1768–1845) Manželka byla pohřbena ve farním kostele sv. Ondřeje v Hütteldorfu (od roku 1891 součást Vídně). Františkův bratr Karel I. Boromej Josef z Liechtensteinu (1730–1789) byl zakladatelem sekundogenitury – karlovské linie na Moravském Krumlově, která vymřela v roce 1908. |
| 23.                          | 16.                | Filip Josef Alois z Liechtensteinu                            | 2. 7. 1762                                                     | František Josef I. z Liechtensteinu (č. 22)                                                                          | | Pohřben 21. 5. 1802. | C. k. komoří, důstojník. Zemřel ve věku 39 let na mrtvici. |
| 23.                          | 16.                | Filip Josef Alois z Liechtensteinu                            | 18. 5. 1802 Vídeň                                              | Marie Leopoldina ze Sternbergu 11. 12. 1733 Vídeň – 27. 6. 1809 Valtice                                              | | Pohřben 21. 5. 1802. | C. k. komoří, důstojník. Zemřel ve věku 39 let na mrtvici. |
| 24.                          | 16.                | Alois I. Josef z Liechtensteinu                               | 14. 5. 1759 Vídeň                                              | František Josef I. z Liechtensteinu (č. 22)                                                                          | 16. 11. 1783: Karolína z Manderscheid-Blankenheimu 3. 11. 1768 Kolín nad Rýnem – 11. 6. 1831 Vídeň                                        | Pohřben 30. 3. 1805. | 9. kníže z Liechtensteinu (1781–1805), vladař domu liechtensteinského, vévoda opavský a krnovský, hrabě z Rietbergu, rytíř Řádu zlatého rouna (1790), skutečný císařský komorník a tajný rada, c. major. Nechal upravit lednický park, v parku nechal vysadit mnoho exotických stromů z Ameriky a postavit minaret. Dal také výrazně přestavět Liechtensteinský palác ve Vídni a v něm zřídit reprezentativní klasicistní knihovnu. Zemřel ve věku 45 let na zápal plic. |
| 24.                          | 16.                | Alois I. Josef z Liechtensteinu                               | 24. 3. 1805 Vídeň                                              | Marie Leopoldina ze Sternbergu 11. 12. 1733 Vídeň – 27. 6. 1809 Valtice                                              | 16. 11. 1783: Karolína z Manderscheid-Blankenheimu 3. 11. 1768 Kolín nad Rýnem – 11. 6. 1831 Vídeň                                        | Pohřben 30. 3. 1805. | 9. kníže z Liechtensteinu (1781–1805), vladař domu liechtensteinského, vévoda opavský a krnovský, hrabě z Rietbergu, rytíř Řádu zlatého rouna (1790), skutečný císařský komorník a tajný rada, c. major. Nechal upravit lednický park, v parku nechal vysadit mnoho exotických stromů z Ameriky a postavit minaret. Dal také výrazně přestavět Liechtensteinský palác ve Vídni a v něm zřídit reprezentativní klasicistní knihovnu. Zemřel ve věku 45 let na zápal plic. |
| 25.                          | 17.                | Marie Klotilda z Liechtensteinu                               | 19. 8. 1804                                                    | Jan I. Josef z Liechtensteinu (č. 28)                                                                                | | Pohřbena 29. 1. 1807. | Zemřela ve věku 2 let v souvislosti se stoličkami. |
| 25.                          | 17.                | Marie Klotilda z Liechtensteinu                               | 27. 1. 1807 Vídeň                                              | Josefína z Fürstenberg-Weitry (č. 29)                                                                                | | Pohřbena 29. 1. 1807. | Zemřela ve věku 2 let v souvislosti se stoličkami. |
| 26.                          | 17.                | Marie Leopoldina z Liechtensteinu                             | 11. 9. 1793                                                    | Jan I. Josef z Liechtensteinu (č. 28)                                                                                | | Pohřbena 30. 7. 1808. | Zemřela ve věku 14 let na břišní tyfus. |
| 26.                          | 17.                | Marie Leopoldina z Liechtensteinu                             | 28. 7. 1808 Vídeň                                              | Josefína z Fürstenberg-Weitry (č. 29)                                                                                | | Pohřbena 30. 7. 1808. | Zemřela ve věku 14 let na břišní tyfus. |
| Po vybudování nové hrobky    |                    |                                                               |                                                                | | | | |
| 27.                          | (17.)              | Vincenc Esterházy de Galantha                                 | 25. 10. 1787 Prešpurk                                          | Karel Esterházy de Galantha 1756 – 9. 7. 1828 Prešpurk                                                               | 4. 8. 1817: Marie Žofie z Liechtensteinu (č. 37)                                                                                          | Pohřben 22. 10. 1835. | C. k. komorník, generálmajor. Rytíř Vojenského řádu Marie Terezie, rytíř Vojenského řádu Kristova, rytíř hesenského Řádu zlatého lva a komandér belgického Řádu lva. Zemřel na vodnatelnost srdce. |
| 27.                          | (17.)              | Vincenc Esterházy de Galantha                                 | 18. 10. 1835 Lednice                                           | Alžběta Festeticsová de Tolna 1760 – 9. 2. 1832                                                                      | 4. 8. 1817: Marie Žofie z Liechtensteinu (č. 37)                                                                                          | Pohřben 22. 10. 1835. | C. k. komorník, generálmajor. Rytíř Vojenského řádu Marie Terezie, rytíř Vojenského řádu Kristova, rytíř hesenského Řádu zlatého lva a komandér belgického Řádu lva. Zemřel na vodnatelnost srdce. |
| 28.                          | 16.                | Jan I. Josef z Liechtensteinu                                 | 27. 6. 1760 Vídeň                                              | František Josef I. z Liechtensteinu (č. 22)                                                                          | 12. 4. 1792 Vídeň: Josefína z Fürstenberg-Weitry (č. 29)                                                                                  | Pohřben 25. 4. 1836. Tělo bylo uloženo ve dvou rakvích a srdce ve stříbrné urně. | 10. kníže z Liechtensteinu (1805–1836), vladař domu liechtensteinského, vévoda opavský a krnovský, hrabě z Rietbergu, rytíř Řádu zlatého rouna (1806), nositel velkokříže Vojenského řádu Marie Terezie, c. k. polní maršál, majitel pluku husarů a c. k. císařský komorník. Zakladatel nové hrobky ve Vranově. Zemřel ve věku 65 let na mrtvici. |
| 28.                          | 16.                | Jan I. Josef z Liechtensteinu                                 | 20. 4. 1836 Vídeň                                              | Marie Leopoldina ze Sternbergu 11. 12. 1733 Vídeň – 27. 6. 1809 Valtice                                              | 12. 4. 1792 Vídeň: Josefína z Fürstenberg-Weitry (č. 29)                                                                                  | Pohřben 25. 4. 1836. Tělo bylo uloženo ve dvou rakvích a srdce ve stříbrné urně. | 10. kníže z Liechtensteinu (1805–1836), vladař domu liechtensteinského, vévoda opavský a krnovský, hrabě z Rietbergu, rytíř Řádu zlatého rouna (1806), nositel velkokříže Vojenského řádu Marie Terezie, c. k. polní maršál, majitel pluku husarů a c. k. císařský komorník. Zakladatel nové hrobky ve Vranově. Zemřel ve věku 65 let na mrtvici. |
| 29.                          | (16.)              | Josefína z Fürstenberg-Weitry                                 | 21. 6. 1776 Vídeň                                              | Jáchym Egon z Fürstenberg-Weitry 22. 12. 1749 Ludwigsburg – 26. 1. 1828 Vídeň                                        | 12. 4. 1792 Vídeň: Jan I. Josef z Liechtensteinu (č. 28)                                                                                  | Její srdce je uloženo ve stříbrné urně. | 11. kněžna z Liechtensteinu (1805–1836). Dáma Řádu hvězdového kříže. Zemřela na ochrnutí plic. Narodily se jí následující děti: - 1. Leopoldina Marie Josefa (1793–1808; č. 26) - 2. Karolína (*/† 1795) - 3. Alois II. (1796–1858; č. 34) - 4. Žofie Marie Josefa, provd. Esterházyová z Galanty (1798–1869; č. 37) - 5. Marie Josefína (1800–1884; pohřbena na hřbitově v Bad Ischlu) - 6. František de Paula Jáchym Josef (1802–1887; č. 45), majitel 2. majorátu (Dolní Štýrsko) - 7. Karel Jan Nepomuk Antonín (1803–1871; pohřben v Mauzoleu rodiny Liechtensteinů v Neulengbachu), majitel 3. majorátu (Dolní Rakousko) - 8. Klotylda (1804–1807; č. 25) - 9. Jindřiška, provd. Hunyadyová de Kethély (Henrietta; 1806–1886) - 10. Bedřich Adalbert (1807–1885; č. 43), majitel 4. majorátu (Korutany a Horní Štýrsko) - 11. Eduard František Ludvík (1809–1864; č. 35) - 12. August Ludvík Ignác (1810–1884; č. 41) - 13. Ida Leopoldina Žofie, provd. Paarová (1811–1884; pohřbena v Bechyni) - 14. Rudolf (1816–1848; č. 30) |
| 29.                          | (16.)              | Josefína z Fürstenberg-Weitry                                 | 23. 2. 1848 Vídeň                                              | Žofie Terezie z Oettingen-Wallersteinu 9. 12. 1751 Wallerstein – 21. 5. 1835 Vídeň                                   | 12. 4. 1792 Vídeň: Jan I. Josef z Liechtensteinu (č. 28)                                                                                  | Její srdce je uloženo ve stříbrné urně. | 11. kněžna z Liechtensteinu (1805–1836). Dáma Řádu hvězdového kříže. Zemřela na ochrnutí plic. Narodily se jí následující děti: - 1. Leopoldina Marie Josefa (1793–1808; č. 26) - 2. Karolína (*/† 1795) - 3. Alois II. (1796–1858; č. 34) - 4. Žofie Marie Josefa, provd. Esterházyová z Galanty (1798–1869; č. 37) - 5. Marie Josefína (1800–1884; pohřbena na hřbitově v Bad Ischlu) - 6. František de Paula Jáchym Josef (1802–1887; č. 45), majitel 2. majorátu (Dolní Štýrsko) - 7. Karel Jan Nepomuk Antonín (1803–1871; pohřben v Mauzoleu rodiny Liechtensteinů v Neulengbachu), majitel 3. majorátu (Dolní Rakousko) - 8. Klotylda (1804–1807; č. 25) - 9. Jindřiška, provd. Hunyadyová de Kethély (Henrietta; 1806–1886) - 10. Bedřich Adalbert (1807–1885; č. 43), majitel 4. majorátu (Korutany a Horní Štýrsko) - 11. Eduard František Ludvík (1809–1864; č. 35) - 12. August Ludvík Ignác (1810–1884; č. 41) - 13. Ida Leopoldina Žofie, provd. Paarová (1811–1884; pohřbena v Bechyni) - 14. Rudolf (1816–1848; č. 30) |
| 30.                          | 17.                | Rudolf z Liechtensteinu                                       | 5. 10. 1816                                                    | Jan I. Josef z Liechtensteinu (č. 28)                                                                                | | Pohřben v dómu ve Vicenze, 21. 12. 1848 převezen do Vranova a 29. 12. pohřben v kryptě.                                                                                              | Rytmistr 8. kyrysnického pluku, rytíř osmanského Záslužného řádu. Bojoval proti povstalcům v Itálii v roce 1848, byl zraněn u Vicenzy 10. června, o devět dní později zemřel. |
| 30.                          | 17.                | Rudolf z Liechtensteinu                                       | 19. 6. 1848                                                    | Josefína z Fürstenberg-Weitry (č. 29)                                                                                | | Pohřben v dómu ve Vicenze, 21. 12. 1848 převezen do Vranova a 29. 12. pohřben v kryptě.                                                                                              | Rytmistr 8. kyrysnického pluku, rytíř osmanského Záslužného řádu. Bojoval proti povstalcům v Itálii v roce 1848, byl zraněn u Vicenzy 10. června, o devět dní později zemřel. |
| 31.                          | 18.                | Josefína Marie Juliána z Liechtensteinu                       | 22. 4. 1844 Vídeň                                              | František de Paula Jáchym z Liechtensteinu (č. 45)                                                                   | | Pohřbena 12. 10. 1854. | Zemřela na úplavici. |
| 31.                          | 18.                | Josefína Marie Juliána z Liechtensteinu                       | 10. 10. 1854 Vídeň                                             | Julie Potocká (č. | | Pohřbena 12. 10. 1854. | Zemřela na úplavici. |
| 32.                          | 18.                | Marie Josefa Coelestina Melanie z Liechtensteinu              | 25. 2. 1844                                                    | Eduard František z Liechtensteinu (č. 35)                                                                            | | Pohřbena 21. 1. 1858. | Zemřela na tyfus. |
| 32.                          | 18.                | Marie Josefa Coelestina Melanie z Liechtensteinu              | 8. 1. 1858 Krakov                                              | Honoria Chołoniewska (č. 38)                                                                                         | | Pohřbena 21. 1. 1858. | Zemřela na tyfus. |
| 33.                          | 18.                | Františka z Liechtensteinu                                    | 30. 12. 1841                                                   | Alois II. Josef z Liechtensteinu (č. 34)                                                                             | | Pohřbena v měděné rakvi. | |
| 33.                          | 18.                | Františka z Liechtensteinu                                    | 13. 5. 1858 Vídeň                                              | Františka Kinská z Vchynic a Tetova (č. 39)                                                                          | | Pohřbena v měděné rakvi. | |
| 34.                          | 17.                | Alois II. Josef z Liechtensteinu                              | 26. 5. 1796 Vídeň                                              | Jan I. Josef z Liechtensteinu (č. 28)                                                                                | 8. 8. 1831 Vídeň: Františka Kinská z Vchynic a Tetova (č. 39)                                                                             | Pohřben 16. 11. 1858. | 11. kníže z Liechtensteinu (1836–1858), vladař domu liechtensteinského, vévoda opavský a krnovský, hrabě z Rietbergu, rytíř Řádu zlatého rouna (1836), nositel velkokříže hannoverského Řádu Guelfů, velkokříže Královského uherského řádu sv. Štěpána. Nechal přestavět zámek v Lednici v novogotickém stylu a dal vystavět kostely v Adamově a Otnicích. Zemřel ve věku 62 let na hnisání ledvin. |
| 34.                          | 17.                | Alois II. Josef z Liechtensteinu                              | 12. 11. 1858 Lednice                                           | Josefína z Fürstenberg-Weitry (č. 29)                                                                                | 8. 8. 1831 Vídeň: Františka Kinská z Vchynic a Tetova (č. 39)                                                                             | Pohřben 16. 11. 1858. | 11. kníže z Liechtensteinu (1836–1858), vladař domu liechtensteinského, vévoda opavský a krnovský, hrabě z Rietbergu, rytíř Řádu zlatého rouna (1836), nositel velkokříže hannoverského Řádu Guelfů, velkokříže Královského uherského řádu sv. Štěpána. Nechal přestavět zámek v Lednici v novogotickém stylu a dal vystavět kostely v Adamově a Otnicích. Zemřel ve věku 62 let na hnisání ledvin. |
| 35.                          | 17.                | Eduard František z Liechtensteinu                             | 22. 2. 1809 Vídeň                                              | Jan I. Josef z Liechtensteinu (č. 28)                                                                                | 16. 10. 1839 Chorostków: Honoria Chołoniewska (č. 38)                                                                                     | Pohřben ve Vranově 1. 7. 1864. | C. k. polní podmaršál, majitel pěšího pluku č. 5, nositel Řádu železné koruny 3. třídy a ruského Řádu sv. Anny. Zemřel ve věku 55 let na rozklad krve (Blutversetzung) nebo na mrtvici. |
| 35.                          | 17.                | Eduard František z Liechtensteinu                             | 27. 6. 1864 Karlovy Vary                                       | Josefína z Fürstenberg-Weitry (č. 29)                                                                                | 16. 10. 1839 Chorostków: Honoria Chołoniewska (č. 38)                                                                                     | Pohřben ve Vranově 1. 7. 1864. | C. k. polní podmaršál, majitel pěšího pluku č. 5, nositel Řádu železné koruny 3. třídy a ruského Řádu sv. Anny. Zemřel ve věku 55 let na rozklad krve (Blutversetzung) nebo na mrtvici. |
| 36.                          | 19.                | bezejmenná princezna z Liechtensteinu                         | 25. 1. 1868                                                    | Alfréd z Liechtensteinu (č. 47)                                                                                      | | | Narychlo pokřtěna, zemřela hned po porodu. |
| 36.                          | 19.                | bezejmenná princezna z Liechtensteinu                         | 25. 1. 1868                                                    | Henriette Marie z Liechtensteinu (č. 54)                                                                             | | | Narychlo pokřtěna, zemřela hned po porodu. |
| 37.                          | 17.                | Marie Žofie z Liechtensteinu                                  | 5. 9. 1798                                                     | Jan I. Josef z Liechtensteinu (č. 28)                                                                                | 4. 8. 1817: Vincenc Esterházy de Galantha (č. 27)                                                                                         | Pohřbena v knížecí kryptě 1. 7.1869. | Bezdětná, věnovala se dobročinnosti. Zemřela ve věku 70 let na ochrnutí plic. |
| 37.                          | 17.                | Marie Žofie z Liechtensteinu                                  | 27. 6. 1869 Vídeň                                              | Josefína z Fürstenberg-Weitry (č. 29)                                                                                | 4. 8. 1817: Vincenc Esterházy de Galantha (č. 27)                                                                                         | Pohřbena v knížecí kryptě 1. 7.1869. | Bezdětná, věnovala se dobročinnosti. Zemřela ve věku 70 let na ochrnutí plic. |
| 38.                          | (17.)              | Honoria (Honorina, Honorata) Chołoniewska                     | 1. 8. 1813 Ochlopo                                             | Jan Chołoniewski | Tadeusz Kownacki | Pohřbena v knížecí kryptě 4. 9. 1869. | Dáma Řádu hvězdového kříže a palácová dáma. Zemřela ve věku 56 let na zánět vnitřností. V druhém manželství se jí narodily dvě děti: - 1. Maria Jan Alois (1840–1885; č. 42) - 2. Marie Josefa Coelestina (1844–1858; č. 32) |
| 38.                          | (17.)              | Honoria (Honorina, Honorata) Chołoniewska                     | 1. 9. 1869 Brno                                                | Josefa Rzyszczewska                                                                                                  | 16. 10. 1839 Chorostków: Eduard František z Liechtensteinu (č. 35)                                                                        | Pohřbena v knížecí kryptě 4. 9. 1869. | Dáma Řádu hvězdového kříže a palácová dáma. Zemřela ve věku 56 let na zánět vnitřností. V druhém manželství se jí narodily dvě děti: - 1. Maria Jan Alois (1840–1885; č. 42) - 2. Marie Josefa Coelestina (1844–1858; č. 32) |
| 39.                          | (17.)              | Františka Kinská z Vchynic a Tetova                           | 8. 8. 1813 Vídeň                                               | František de Paula Josef Kinský z Vchynic a Tetova 22. 3. 1784 Vídeň – 17. 11. 1823 Vídeň                            | 8. 8. 1831 Vídeň: Alois II. Josef z Liechtensteinu (č. 34)                                                                                | Pohřbena v knížecí rodinné hrobce 9 (?).[nečitelně naskenované] 2. 1881. | 12. kněžna z Liechtensteinu (1836–1858), dáma Řádu hvězdového kříže a palácová dáma. Zemřela ve věku 67 let na břišní tyfus. Narodilo se jí 11 dětí: - 1. Marie Františka, provd. z Trauttmansdorff-Weinsbergu (1834–1909; pohřbena v Trauttmansdorffské hrobce v Horšovském Týně) - 2. Karolína Marie, provd. z Schönburg-Hartensteinu (1836–1885; pohřbena na hřbitově v Bad Ischlu) - 3. Žofie, provd. z Löwenstein-Wertheim-Rosenbergu (1837–1899; pohřbena v Knížecí hrobce v klášteře Engelberg v Großheubachu) - 4. Aloisie, provd. z Fünfkirchenu (1838–1920; pohřbena v hrobní kapli na hřbitově ve Stützenhofenu) - 5. Ida Marie, provd. ze Schwarzenbergu (1839–1921; pohřbena ve Schwarzenberské hrobce v Domaníně) - 6. Jan II. (1840–1929; č. 51) - 7. Františka (1841–1858; č. 33) - 8. Henriette Marie, provd. z Liechtensteinu (1843–1931; č. 54) - 9. Anna, provd. z Lobkowicz (1846–1924; pohřbena v Lobkowiczké hrobce v Hoříně) - 10. Tereza, provd. Bavorská (1850–1938; pohřbena v kostele sv. Kajetána v Mnichově) - 11. František I. (1853–1938; č. 55) |
| 39.                          | (17.)              | Františka Kinská z Vchynic a Tetova                           | 5. 2. 1881 Vídeň                                               | Tereza Bruntálská z Vrbna 13. 9. 1789 Vídeň – 12. 12. 1874 Vídeň                                                     | 8. 8. 1831 Vídeň: Alois II. Josef z Liechtensteinu (č. 34)                                                                                | Pohřbena v knížecí rodinné hrobce 9 (?).[nečitelně naskenované] 2. 1881. | 12. kněžna z Liechtensteinu (1836–1858), dáma Řádu hvězdového kříže a palácová dáma. Zemřela ve věku 67 let na břišní tyfus. Narodilo se jí 11 dětí: - 1. Marie Františka, provd. z Trauttmansdorff-Weinsbergu (1834–1909; pohřbena v Trauttmansdorffské hrobce v Horšovském Týně) - 2. Karolína Marie, provd. z Schönburg-Hartensteinu (1836–1885; pohřbena na hřbitově v Bad Ischlu) - 3. Žofie, provd. z Löwenstein-Wertheim-Rosenbergu (1837–1899; pohřbena v Knížecí hrobce v klášteře Engelberg v Großheubachu) - 4. Aloisie, provd. z Fünfkirchenu (1838–1920; pohřbena v hrobní kapli na hřbitově ve Stützenhofenu) - 5. Ida Marie, provd. ze Schwarzenbergu (1839–1921; pohřbena ve Schwarzenberské hrobce v Domaníně) - 6. Jan II. (1840–1929; č. 51) - 7. Františka (1841–1858; č. 33) - 8. Henriette Marie, provd. z Liechtensteinu (1843–1931; č. 54) - 9. Anna, provd. z Lobkowicz (1846–1924; pohřbena v Lobkowiczké hrobce v Hoříně) - 10. Tereza, provd. Bavorská (1850–1938; pohřbena v kostele sv. Kajetána v Mnichově) - 11. František I. (1853–1938; č. 55) |
| 40.                          | 19.                | bezejmenný princ z Liechtensteinu                             | 16. 8. 1881 Hohenegg                                           | Alfréd z Liechtensteinu (č. 47)                                                                                      | | Pohřben v knížecí rodinné hrobce 19. 8. 1881. | Mrtvě narozený. |
| 40.                          | 19.                | bezejmenný princ z Liechtensteinu                             | 16. 8. 1881 Hollenegg                                          | Henriette Marie z Liechtensteinu (č. 54)                                                                             | | Pohřben v knížecí rodinné hrobce 19. 8. 1881. | Mrtvě narozený. |
| 41.                          | 17.                | August Ludvík z Liechtensteinu                                | 22. 4. 1810                                                    | Jan I. Josef z Liechtensteinu (č. 28)                                                                                | | Pochován v knížecí hrobce 31. 5. 1884. | C. k. major. Zemřel ve věku 74 let na zápal plic. |
| 41.                          | 17.                | August Ludvík z Liechtensteinu                                | 27. 5. 1884 Vídeň                                              | Josefína z Fürstenberg-Weitry (č. 29)                                                                                | | Pochován v knížecí hrobce 31. 5. 1884. | C. k. major. Zemřel ve věku 74 let na zápal plic. |
| 42.                          | 18.                | Maria Jan Alois z Liechtensteinu                              | 25. 6. 1840 Lvov                                               | Eduard František z Liechtensteinu (č. 35)                                                                            | 26. 11. 1870 Prešpurk: Anna z Degenfeld-Schönburgu 13. 5. 1849 Ramholz – 17. 9. 1933 Schwarzach im Pongau                                 | Pohřben 4. 4. 1885. | C. k. plukovník a velitel 14. pluku dragounů. Zemřel ve věku 44 let na zápal plic. Narodili se mu dva synové: - 1. Friedrich Aloys Johannes Maria (1871–1959; pohřben na hřbitově v Roseggu) - 2. Eduard Viktor Maria (1872–1951; pohřben v Liechtensteinské knížecí hrobce ve Vaduzu) Manželka byla pohřbena na hřbitově v Roseggu. |
| 42.                          | 18.                | Maria Jan Alois z Liechtensteinu                              | 29. 3. 1885 Kőszeg (Güns)                                      | Honoria Chołoniewska (č. 38)                                                                                         | 26. 11. 1870 Prešpurk: Anna z Degenfeld-Schönburgu 13. 5. 1849 Ramholz – 17. 9. 1933 Schwarzach im Pongau                                 | Pohřben 4. 4. 1885. | C. k. plukovník a velitel 14. pluku dragounů. Zemřel ve věku 44 let na zápal plic. Narodili se mu dva synové: - 1. Friedrich Aloys Johannes Maria (1871–1959; pohřben na hřbitově v Roseggu) - 2. Eduard Viktor Maria (1872–1951; pohřben v Liechtensteinské knížecí hrobce ve Vaduzu) Manželka byla pohřbena na hřbitově v Roseggu. |
| 43.                          | 17.                | Bedřich z Liechtensteinu                                      | 21. 9. 1807 Vídeň                                              | Jan I. Josef z Liechtensteinu (č. 28)                                                                                | 15. 9. 1848: Sophie Löwe 24. 3. 1815 – 29. 11. 1866                                                                                       | | C. k. generál jízdy, tajný rada, rytíř Řádu zlatého rouna (1867), rytíř Vojenského řádu Marie Terezie, majitel husarského pluku č. 13, vrchní velitel v Uherském království (1865–1869), doživotní člen Panské sněmovny rakouské Říšské rady (od 1872), majitel IV. fideikomisu v Korutanech a v Horním Štýrsku. Bezdětný. Zemřel jako 77letý na sešlost věkem nebo na zápal plic |
| 43.                          | 17.                | Bedřich z Liechtensteinu                                      | 1. 5. 1885 Vídeň                                               | Josefína z Fürstenberg-Weitry (č. 29)                                                                                | 15. 9. 1848: Sophie Löwe 24. 3. 1815 – 29. 11. 1866                                                                                       | | C. k. generál jízdy, tajný rada, rytíř Řádu zlatého rouna (1867), rytíř Vojenského řádu Marie Terezie, majitel husarského pluku č. 13, vrchní velitel v Uherském království (1865–1869), doživotní člen Panské sněmovny rakouské Říšské rady (od 1872), majitel IV. fideikomisu v Korutanech a v Horním Štýrsku. Bezdětný. Zemřel jako 77letý na sešlost věkem nebo na zápal plic |
| 44.                          | 19.                | bezejmenná princezna z Liechtensteinu                         | 16. 11. 1885 Vídeň                                             | Alfréd z Liechtensteinu (č. 47)                                                                                      | | Pohřbena 18. 11. 1885. | Mrtvě narozená. |
| 44.                          | 19.                | bezejmenná princezna z Liechtensteinu                         | 16. 11. 1885 Vídeň                                             | Henriette Marie z Liechtensteinu (č. 54)                                                                             | | Pohřbena 18. 11. 1885. | Mrtvě narozená. |
| 45.                          | 17.                | František de Paula Jáchym z Liechtensteinu                    | 25. 2. 1802 Vídeň                                              | Jan I. Josef z Liechtensteinu (č. 28)                                                                                | 3. 6. 1841 Vídeň: Julie Potocka (č. 46)                                                                                                   | Tělo bylo vykropeno ve Votivním kostele ve Vídni, pohřben v rodinné knížecí kryptě 4. 4.                                                                                             | C. k. generál jízdy (1859), doživotní (1861) a od roku 1871 dědičný člen Panské sněmovny rakouské Říšské rady, rytíř Vojenského řádu Marie Terezie, nositel Řádu železné koruny 1. třídy (s válečným vyznamenáním), rakouského Leopoldova řádu (s válečným vyznamenáním), majitel husarského pluku č. 9, majitel II. majorátu (Deutschlandsberg) v Horním Štýrsku. Zemřel jako 85letý na sešlost věkem. |
| 45.                          | 17.                | František de Paula Jáchym z Liechtensteinu                    | 31. 3. 1887 Vídeň                                              | Josefína z Fürstenberg-Weitry (č. 29)                                                                                | 3. 6. 1841 Vídeň: Julie Potocka (č. 46)                                                                                                   | Tělo bylo vykropeno ve Votivním kostele ve Vídni, pohřben v rodinné knížecí kryptě 4. 4.                                                                                             | C. k. generál jízdy (1859), doživotní (1861) a od roku 1871 dědičný člen Panské sněmovny rakouské Říšské rady, rytíř Vojenského řádu Marie Terezie, nositel Řádu železné koruny 1. třídy (s válečným vyznamenáním), rakouského Leopoldova řádu (s válečným vyznamenáním), majitel husarského pluku č. 9, majitel II. majorátu (Deutschlandsberg) v Horním Štýrsku. Zemřel jako 85letý na sešlost věkem. |
| 46.                          | (17.)              | Julie Potocka                                                 | 10. 8. 1818 Paříž                                              | Alfréd Vojtěch Potocki 4. 3. 1785 Paříž – 23. 12. 1862 Łańcut                                                        | 3. 6. 1841 Vídeň: František de Paula Jáchym z Liechtensteinu (č. 45)                                                                      | Pohřbena 25. 5. 1895. | Dáma Řádu hvězdového kříže a palácová dáma. Sestra Alfréda Potockého (1822–1899), předsedy vlády Předlitavska v letech 1870–1871. Zemřela na sešlost věkem jako 76letá. Narodily se jí následující děti: - 1. Alfréd Alois Eduard (1842–1907; č. 47) - 2. Josefína Marie Juliana (1844–1854; č. 31) - 3. Alois (1846–1920; pohřben na Ústředním hřbitově ve Vídni) - 4. Jindřich Karel August (1853–1914; č. 49) |
| 46.                          | (17.)              | Julie Potocka                                                 | 21. 5. 1895 Vídeň                                              | Josefina Marie Czartoryska 14. 6. 1787 n. 1788 Korzec – 27. 1. 1862 Vídeň                                            | 3. 6. 1841 Vídeň: František de Paula Jáchym z Liechtensteinu (č. 45)                                                                      | Pohřbena 25. 5. 1895. | Dáma Řádu hvězdového kříže a palácová dáma. Sestra Alfréda Potockého (1822–1899), předsedy vlády Předlitavska v letech 1870–1871. Zemřela na sešlost věkem jako 76letá. Narodily se jí následující děti: - 1. Alfréd Alois Eduard (1842–1907; č. 47) - 2. Josefína Marie Juliana (1844–1854; č. 31) - 3. Alois (1846–1920; pohřben na Ústředním hřbitově ve Vídni) - 4. Jindřich Karel August (1853–1914; č. 49) |
| 47.                          | 18.                | Alfréd z Liechtensteinu                                       | 11. 6. 1842 Praha                                              | František de Paula Jáchym z Liechtensteinu (č. 45)                                                                   | 26. 4. 1865 Vídeň: Henriette z Liechtensteinu (č. 54)                                                                                     | Pohřben 11. 10. 1907. | C. k. major, poslanec rakouské Říšské rady (1879–1886), dědičný člen Panské sněmovny rakouské Říšské rady (od roku 1877), rytíř Řádu zlatého rouna (1903). Majitel II. rodového majorátu (1887–1907). Zemřel ve věku 65 let na chron. cystitis nyosl. cordis. |
| 47.                          | 18.                | Alfréd z Liechtensteinu                                       | 8. 10. 1907 zámek Frauenthal, Deutschlandsberg                 | Julie Potocka (č. 46)                                                                                                | 26. 4. 1865 Vídeň: Henriette z Liechtensteinu (č. 54)                                                                                     | Pohřben 11. 10. 1907. | C. k. major, poslanec rakouské Říšské rady (1879–1886), dědičný člen Panské sněmovny rakouské Říšské rady (od roku 1877), rytíř Řádu zlatého rouna (1903). Majitel II. rodového majorátu (1887–1907). Zemřel ve věku 65 let na chron. cystitis nyosl. cordis. |
| 48.                          | (18.)              | Klára Sermage de Szomszédvár                                  | 19. 9. 1836 Vídeň                                              | Petr hrabě Sermage † 1856                                                                                            | 28. 5. 1859 Vídeň (rozvedeni 1877): Rudolf z Liechtensteinu 28. 12. 1833 Štýrský Hradec – 23. 5. 1888 zámek Pienzenau, Merano             | Pohřbena 13. 4. 1909 v rodinné hrobce. | Dáma Řádu hvězdového kříže a palácová dáma. Narodila se jí dcera: - Klára (*/† 1861; pohřbena v Mauzoleu rodiny Liechtensteinů v Neulengbachu) Manžel byl pohřben na Evangelickém hřbitově v Meranu, tam byla pohřbena i Rudolfova druhá manželka Hedwig, roz. Perzel (1846–1921). |
| 48.                          | (18.)              | Klára Sermage de Szomszédvár                                  | 8. 4. 1909 Mnichov                                             | Marie hraběnka Bresslerová                                                                                           | 28. 5. 1859 Vídeň (rozvedeni 1877): Rudolf z Liechtensteinu 28. 12. 1833 Štýrský Hradec – 23. 5. 1888 zámek Pienzenau, Merano             | Pohřbena 13. 4. 1909 v rodinné hrobce. | Dáma Řádu hvězdového kříže a palácová dáma. Narodila se jí dcera: - Klára (*/† 1861; pohřbena v Mauzoleu rodiny Liechtensteinů v Neulengbachu) Manžel byl pohřben na Evangelickém hřbitově v Meranu, tam byla pohřbena i Rudolfova druhá manželka Hedwig, roz. Perzel (1846–1921). |
| 49.                          | 18.                | Jindřich z Liechtensteinu                                     | 16. 11. 1853 Budapešť                                          | František de Paula Jáchym z Liechtensteinu (č. 45)                                                                   | | Pohřben ve Vranově 19. 2. 1914. | 25. kníže-velkopřevor (a 61. představitel) Maltézského řádu v Čechách (1904–1914). Zemřel ve věku 60 let na arteriosklerózu a ochrnutí srdce. |
| 49.                          | 18.                | Jindřich z Liechtensteinu                                     | 15. 2. 1914 Tulnn                                              | Julie Potocka (č. 46)                                                                                                | | Pohřben ve Vranově 19. 2. 1914. | 25. kníže-velkopřevor (a 61. představitel) Maltézského řádu v Čechách (1904–1914). Zemřel ve věku 60 let na arteriosklerózu a ochrnutí srdce. |
| 50.                          | 19.                | Jindřich z Liechtensteinu                                     | 21. 6. 1877 Hollenegg                                          | Alfréd z Liechtensteinu (č. 47)                                                                                      | | | |
| 50.                          | 19.                | Jindřich z Liechtensteinu                                     | 16. 8. 1915 Varšava                                            | Henriette Marie z Liechtensteinu (č. 54)                                                                             | | | |
| 51.                          | 18.                | Jan II. z Liechtensteinu                                      | 5. 10. 1840 Lednice                                            | Alois II. z Liechtensteinu (č. 34)                                                                                   | | Tělo bylo vykropeno 14. 2. 1929 v městském farním kostele Nanebevzetí Panny Marie ve Valticích a 15. 2. pohřbeno ve Vranově. Matrika zemřelých uvádí, že byl pohřben 16. 2.          | 12. kníže z Liechtensteinu (1858–1929), vladař domu liechtensteinského, vévoda opavský a krnovský, hrabě z Rietbergu. Zemřel ve věku 88 let na degeneraci srdečního svalu, zánět průdušek a ochrnutí srdce. |
| 51.                          | 18.                | Jan II. z Liechtensteinu                                      | 11. 2. 1929 Valtice                                            | Františka Kinská z Vchynic a Tetova (č. 39)                                                                          | | Tělo bylo vykropeno 14. 2. 1929 v městském farním kostele Nanebevzetí Panny Marie ve Valticích a 15. 2. pohřbeno ve Vranově. Matrika zemřelých uvádí, že byl pohřben 16. 2.          | 12. kníže z Liechtensteinu (1858–1929), vladař domu liechtensteinského, vévoda opavský a krnovský, hrabě z Rietbergu. Zemřel ve věku 88 let na degeneraci srdečního svalu, zánět průdušek a ochrnutí srdce. |
| 52.                          | 19.                | František z Liechtensteinu                                    | 25. 1. 1868 Vídeň                                              | Alfréd z Liechtensteinu (č. 47)                                                                                      | | Pohřben ve Vranově 28. 8. 1929. | Vzdal se nástupnických práv. Zemřel ve věku 61 let na zápal plic. |
| 52.                          | 19.                | František z Liechtensteinu                                    | 26. 8. 1929 Štýrský Hradec                                     | Henriette Marie z Liechtensteinu (č. 54)                                                                             | | Pohřben ve Vranově 28. 8. 1929. | Vzdal se nástupnických práv. Zemřel ve věku 61 let na zápal plic. |
| 53.                          | 19.                | Alfred Roman z Liechtensteinu                                 | 6. 4. 1875 Vídeň                                               | Alfréd z Liechtensteinu (č. 47)                                                                                      | 19. 2. 1912 Mnichov: Theresia Maria z Oettingen-Oettingenu a Oettingen-Wallersteinu 1. 6. 1887 Mnichov – 29. 5. 1971 Waldstein bei Peggau | Pohřben 28. 10. 1930. | Rytmistr hulánského pluku č. 12. Zemřel na ochrnutí srdce. Narodily se mu následující děti: - 1. Maria Benedikta Henriette (1913–1992; č. 57) - 2. Hans Moritz (1914–2004; pohřben v Liechtensteinské knížecí hrobce ve Vaduzu) - 3. Heinrich Karl Vincenz (1916–1991; pohřben na hřbitově v Übelbachu) - 4. Eleonore Henriette Maria (1920–2008; pohřbena v Liechtensteinské knížecí hrobce ve Vaduzu) Manželka byla pohřbena v Liechtensteinské knížecí hrobce ve Vaduzu. |
| 53.                          | 19.                | Alfred Roman z Liechtensteinu                                 | 25. 10. 1930 zámek Waldstein bei Peggau, Štýrsko               | Henriette Marie z Liechtensteinu (č. 54)                                                                             | 19. 2. 1912 Mnichov: Theresia Maria z Oettingen-Oettingenu a Oettingen-Wallersteinu 1. 6. 1887 Mnichov – 29. 5. 1971 Waldstein bei Peggau | Pohřben 28. 10. 1930. | Rytmistr hulánského pluku č. 12. Zemřel na ochrnutí srdce. Narodily se mu následující děti: - 1. Maria Benedikta Henriette (1913–1992; č. 57) - 2. Hans Moritz (1914–2004; pohřben v Liechtensteinské knížecí hrobce ve Vaduzu) - 3. Heinrich Karl Vincenz (1916–1991; pohřben na hřbitově v Übelbachu) - 4. Eleonore Henriette Maria (1920–2008; pohřbena v Liechtensteinské knížecí hrobce ve Vaduzu) Manželka byla pohřbena v Liechtensteinské knížecí hrobce ve Vaduzu. |
| 54.                          | (18.)              | Henriette Maria z Liechtensteinu                              | 6. 6. 1843 hrad Liechtenstein                                  | Alois II. z Liechtensteinu (č. 34)                                                                                   | 26. 4. 1865 Vídeň: Alfréd z Liechtensteinu (č. 47)                                                                                        | Pohřbena 27. 12. 1938. | Zemřela na sešlost věkem a ochrnutí srdce. Narodily se jí následující děti: - 1. Františka Marie Johana (1866–1939; č. 56) - 2. František de Paula Maria (1868–1929; č. 52) - 3. dcera (Julie; */† 1868; č. 36) - 4. Aloys Adolf (1869–1955; pohřben v Liechtensteinské knížecí hrobce ve Vaduzu) - 5. Maria Therese Julia (1871–1964; pohřbena v Liechtensteinské knížecí hrobce ve Vaduzu) - 6. Johannes Franz Alfred (1873–1959; pohřben v Liechtensteinské knížecí hrobce ve Vaduzu) - 7. Alfred Roman (1875–1930; č. 53) - 8. Jindřich Alois (1877–1915; č. 50) - 9. Karl Aloys (1878–1955; pohřben v Liechtensteinské knížecí hrobce ve Vaduzu) - 10. Georg (páter Ildefons; 1880–1931; pohřben na Vyšehradském hřbitově v Praze), benediktinský mnich v Emauzech - 11. syn (*/† 1881; č. 40) - 12. dcera (*/† 1885; č. 44) |
| 54.                          | (18.)              | Henriette Maria z Liechtensteinu                              | 24. 12. 1931 zámek Frauenthal, Deutschlandsberg                | Františka Kinská z Vchynic a Tetova (č. 39)                                                                          | 26. 4. 1865 Vídeň: Alfréd z Liechtensteinu (č. 47)                                                                                        | Pohřbena 27. 12. 1938. | Zemřela na sešlost věkem a ochrnutí srdce. Narodily se jí následující děti: - 1. Františka Marie Johana (1866–1939; č. 56) - 2. František de Paula Maria (1868–1929; č. 52) - 3. dcera (Julie; */† 1868; č. 36) - 4. Aloys Adolf (1869–1955; pohřben v Liechtensteinské knížecí hrobce ve Vaduzu) - 5. Maria Therese Julia (1871–1964; pohřbena v Liechtensteinské knížecí hrobce ve Vaduzu) - 6. Johannes Franz Alfred (1873–1959; pohřben v Liechtensteinské knížecí hrobce ve Vaduzu) - 7. Alfred Roman (1875–1930; č. 53) - 8. Jindřich Alois (1877–1915; č. 50) - 9. Karl Aloys (1878–1955; pohřben v Liechtensteinské knížecí hrobce ve Vaduzu) - 10. Georg (páter Ildefons; 1880–1931; pohřben na Vyšehradském hřbitově v Praze), benediktinský mnich v Emauzech - 11. syn (*/† 1881; č. 40) - 12. dcera (*/† 1885; č. 44) |
| 55.                          | 18.                | František I. z Liechtensteinu                                 | 28. 8. 1853 hrad Liechtenstein                                 | Alois II. z Liechtensteinu (č. 34)                                                                                   | 22. 7. 1929 Vídeň: Elisabeth (Elsa) von Gutmann 6.1.1875 Vídeň – 28. 9. 1947 Vitznau, Švýcarsko                                           | | 13. kníže z Liechtensteinu (1929–1938). Dědičný člen Panské sněmovny rakouské Říšské rady (1917–1918), rakousko-uherský velvyslanec v Petrohradě (1894–1898). Majitel fideikomisu Neulengbach, Plankenberg und Totzenbach (Dolní Rakousy) a dalších statků v Dolních Rakousích a ve Štýrsku. Bezdětný. Manželka byla původně pohřbena v Knížecí hrobce vedle Duxkapelle v Schaanu, od roku 1960 pohřbena v Liechtensteinské knížecí hrobce ve Vaduzu. |
| 55.                          | 18.                | František I. z Liechtensteinu                                 | 25. 7. 1938 Valtice                                            | Františka Kinská z Vchynic a Tetova (č. 39)                                                                          | 22. 7. 1929 Vídeň: Elisabeth (Elsa) von Gutmann 6.1.1875 Vídeň – 28. 9. 1947 Vitznau, Švýcarsko                                           | | 13. kníže z Liechtensteinu (1929–1938). Dědičný člen Panské sněmovny rakouské Říšské rady (1917–1918), rakousko-uherský velvyslanec v Petrohradě (1894–1898). Majitel fideikomisu Neulengbach, Plankenberg und Totzenbach (Dolní Rakousy) a dalších statků v Dolních Rakousích a ve Štýrsku. Bezdětný. Manželka byla původně pohřbena v Knížecí hrobce vedle Duxkapelle v Schaanu, od roku 1960 pohřbena v Liechtensteinské knížecí hrobce ve Vaduzu. |
| 56.                          | 19.                | Franziska z Liechtensteinu                                    | 21. 8. 1866 Vídeň                                              | Alfréd z Liechtensteinu (č. 47)                                                                                      | | | |
| 56.                          | 19.                | Franziska z Liechtensteinu                                    | 23. 12. 1939 Frauenthal                                        | Henriette Marie z Liechtensteinu (č. 54)                                                                             | | | |
| 57.                          | 20.                | Maria Benedikta z Liechtensteinu                              | 21. 3. 1913 Mnichov                                            | Alfréd Roman z Liechtensteinu (č. 53)                                                                                | | 1992 | |
| 57.                          | 20.                | Maria Benedikta z Liechtensteinu                              | 10. 1. 1992 Štýrský Hradec                                     | Theresia Maria z Oettingen-Oettingenu a Oettingen-Wallersteinu 1. 6. 1887 Mnichov – 29. 5. 1971 Waldstein bei Peggau | | 1992 | |